# Casa del Fascio (Asciano)
L'ex-Casa del Fascio (ora caserma dei Carabinieri) si trova ad Asciano, in provincia di Siena.

## Storia dell'edificio
Prevista all'interno del piano di ampliamento della cittadina redatto nel 1934 sotto il podestà Gino Tesi, la  Casa del Fascio con il contiguo campo sportivo venne realizzata fuori della Porta Massini in località il Prato, utilizzando i fondi ricavati dall'estinzione del Circolo Operaio avvenuta nel 1935.
Costruita su progetto dell'ingegnere senese Armando Sabatini, la Casa del Fascio con il cinematografo interno e lo stadio "G. Marconi" sul retro venne inaugurata il 27 novembre 1937 alla presenza del ministro Starace ma mai del tutto terminata, come testimonia la muratura in mattoni a vista della torre littoria, ancora priva del progettato rivestimento in travertino. 
La solenne cerimonia dell'inaugurazione si svolse con una grande processione di carri nel perimetro del campo sportivo, mentre dalla loggia d'angolo il ministro arringava la folla.
Nel 1948, cancellate le iscrizioni e le figurazioni militariste che ornavano il corpo dell'arengario, venne adibita a  Casa del Popolo; nel 1951 venne trasformata a caserma e come tale è usata a tutt'oggi. 
Nel 1982 l'annesso cinematografo è stato trasformato in alloggi di servizio.

## Architettura
Complesso a sé stante, segno ostentato della retorica fascista, l'edificio si trova appena fuori le mura che racchiudono il piccolo centro cittadino, nei pressi dell'antica Porta Massini distrutta nel 1944, ed è disposto su un'area triangolare compresa tra le vie Roma - di circonvallazione esterna - e Trieste, dominando uno slargo che è in procinto di essere intitolato al carabiniere Dino Mazzini.
Non troppo amato dalla popolazione del luogo, l'edificio si qualifica come un episodio del tutto particolare nel tessuto edilizio cittadino: le dimensioni, il carattere monumentale proprio dell'architettura dell'epoca, il quasi totale rivestimento in travertino si staccano decisamente dall'edilizia circostante e contrastano con la tessitura a bozze di pietra delle mura, mentre la  torre littoria si pone come contraltare al campanile in pietra e laterizio della Collegiata di Sant'Agata interna al circuito murario.

### Esterno

L'ingresso

Sul retro dell'edificio è saldato il coevo complesso dello stadio, sul cui muro di cinta prosegue il rivestimento in travertino della costruzione principale, mentre di fronte sorge l'asilo infantile e più avanti, tra gli alberi della pineta pubblica, il monumento ai caduti.
La forma triangolare del lotto di costruzione è stata sfruttata dal progettista articolando l'edificio in due corpi parallelepipedi, disposti lungo la via Roma e la via Trieste di definizione del lotto stesso, raccordati da una testata semicircolare che costituisce il nucleo formale significativo dell'opera.
Preceduto da una breve scalinata, l'ingresso è infatti costituito da un primo diaframma concavo, tripartito da due pilastri giganti coronati dallo spesso architrave, seguito da uno spazio convesso, pavimentato in travertino e racchiuso da due pareti oblique con una parete di fondo rettilinea, al centro della quale si apre l'alto fornice di ingresso rettangolare, a sua volta diviso in due settori dall'interposizione di un architrave.
Tra la testata e il corpo su via Roma si interpone un altro nodo formale, costituito dalla torre littoria e dall'arengario semicircolare ad essa addossato e avanzato rispetto al filo della muratura del padiglione laterale. In origine, il corpo dell'arengario si presentava decorato da incisioni con la data fascista e una serie di figurazioni militariste, rimosse con l'avvento della repubblica.
Il corpo laterale su via Roma risulta scandito da due file di quattro aperture rettangolari e concluso dal cornicione modanato che funge da gronda in leggero aggetto; il corpo laterale di sinistra, saldato ad angolo retto al muro di cinta dello stadio, dopo un settore in muratura piena di raccordo con la testata principale, è invece dotato di un loggiato architravato a pian terreno, a tre fornici, sotto il quale si aprivano gli ingressi, ora murati, all'ex-cinematografo. 
Al primo piano, la loggia funge da terrazzo scoperto con i pilastri che si prolungano e piegano a 90° per attestarsi sul fronte.
L'ultimo settore del terrazzo, già utilizzato come arengario, è stato di recente chiuso a veranda con infissi vetrati in alluminio anodizzato.
Il senso di monumentalità dell'edificio, già notevole per la mole e per la soluzione magniloquente dell'ingresso, è rafforzata dal totale rivestimento in travertino a lastre disposte in verticale. 
Unica eccezione è rappresentata dalla torre littoria, il cui fusto a sezione quadrata, sovrastato da una cella di più ridotte dimensioni e dotata di una feritoia verticale su ciascun lato, mostra ancora la muratura in mattoni pieni.

### Interno
Nessuna ricercatezza formale caratterizza l'interno, disimpegnato dall'atrio trapezoidale, a destra del quale si sviluppa il corridoio centrale di distribuzione degli ambienti del pian terreno e a sinistra la scala a due rampe di collegamento con il piano superiore, attualmente adibito ad abitazione del comandante e del personale in servizio. Sono conservati i pavimenti in graniglia di cemento e gli infissi interni originali.
Il corpo di sinistra, già destinato a cinematografo, è stato di recente trasformato ricavando un garage al piano terreno, accessibile dal resede sul retro, e due alloggi di servizio al primo piano, con ingressi indipendenti; la copertura del garage è ancora costituita dallo sbalzo dell'ex-galleria del cinema, mentre sul pavimento in graniglia sono ancora visibili i fori delle file delle poltroncine. Sul retro, fra le due ali, è racchiuso un piccolo resede carrabile pavimentato in travertino.